# Amtmann-Ziegler-Haus

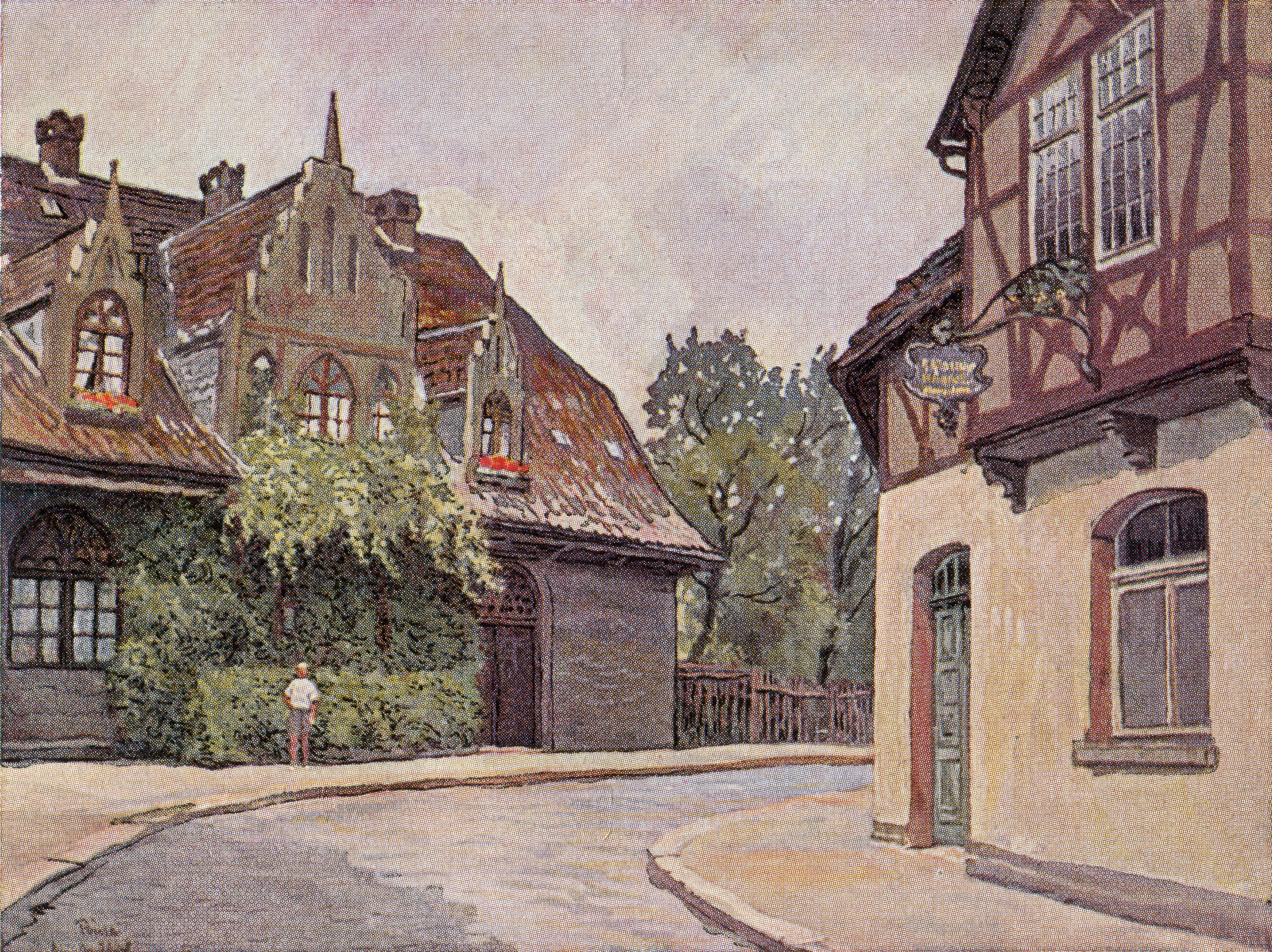
Das Amtmann-Ziegler-Haus an der Straße Stiller Winkel;
Ansichtskarte (Ausschnitt) nach einem Gemälde von Georg Dieckmann; Kreismuseum Peine; Druck von A. Schlaeger

Das Amtmann-Ziegler-Haus wurde in der Mitte des 19. Jahrhunderts gestaltet und zählte zu den schönsten Bürgerhäusern der Stadt Peine. Das nach dem Königlich Hannoverschen Amtmann Johann Friedrich Ziegler benannte Gebäude wurde 1971 abgerissen.

## Geschichte
Nachdem die erste Ehefrau des Amtsmannes Ziegler 1822 das Peiner Grundstück Am Amthof erworben hatte, um dort ein Wohnhaus bauen zu lassen, wurde ein Jahr später, 1823, ergänzend eine Scheune errichtet.
Nachdem der in der Bevölkerung verhasste Ziegler 1852 zwangsweise pensioniert worden war, ließ er die Scheune zu einem repräsentativen Wohnsitz mit einer prachtvoll im Stil der Neogotik ausgestalteten Fassade umgestalten.
Später vererbten „die letzten Nachkommen des Amtmanns […] Haus und Grundstück der Stadt Peine.“ Da das Gebäude im weiteren Verlauf baufällig geworden und schließlich vom Einsturz bedroht war, ließ die Kommune das Zieglersche Haus im Januar 1971 abreißen. Das ausgedehnte, einst vor allem mit Obstbäumen bestandene und als Nutzgarten dienende Grundstück wurde 1972 zu einem Landschaftsgarten umgestaltet und als Amtmann-Ziegler-Garten für die Öffentlichkeit freigegeben.